# Alsophila restituens
Alsophila restituens är en fjärilsart som beskrevs av Walker 1860. Alsophila restituens ingår i släktet Alsophila och familjen mätare. Inga underarter finns listade i Catalogue of Life.